# Federico Méndez Tejeda
Federico Méndez Tejeda (Aguascalientes, Aguascalientes 22 de noviembre de 1933-Ciudad de México, 16 de noviembre de 1988) fue un compositor, cantante, arreglista y productor musical mexicano.

## Biografía
Federico Méndez Tejeda nació el 22 de noviembre de 1933 en la calle Valentín Gómez Farías, en el barrio de Guadalupe, en la ciudad de Aguascalientes, México. Desde temprana edad, demostró un fuerte interés por la música, influido por la rica tradición cultural de su estado natal. A lo largo de su vida, se dedicó de lleno al arte de la composición. Su legado incluye decenas de canciones que fueron interpretadas y popularizadas por destacados artistas de la música mexicana, muchas de las cuales se convirtieron en éxitos perdurables.
Federico Méndez no solo fue compositor, sino también arreglista y productor musical, desempeñando un papel crucial en la evolución de la música ranchera durante las décadas de 1960 y 1980. A lo largo de su carrera, colaboró con numerosos artistas y tuvo una amistad cercana con Vicente Fernández. Sin embargo, su vida tuvo un desenlace trágico el 16 de noviembre de 1988, Federico se quitó la vida en los estudios de CBS (hoy Sony Music) en Ciudad de México, a la edad de 54 años.

## Primeros Años
Desde niño, Federico mostró una inclinación natural por la música, a pesar de provenir de una familia de recursos limitados. En su juventud, comenzó a trabajar en diversos oficios, como cargar canastas en el mercado de Aguascalientes, pero siempre encontraba tiempo para cantar. A los 8 años, ganó su primer gran certamen en un concurso realizado en el Teatro Morelos el 10 de mayo de 1941, con un premio de $100 pesos. En ese evento, a pesar de no tener zapatos, se presentó cantando La feria de las flores y Un vagabundo, y su interpretación fue tan impactante que el público pidió a gritos que el jurado le otorgara el premio, lo que marcó un punto de inflexión en su carrera.
Este triunfo no solo le permitió ganar el premio económico, sino que también le abrió las puertas de la radio local. Poco después, la familia de Federico se mudó a la Ciudad de México, donde enfrentó diversas dificultades, trabajando como mozo, herrero, obrero y lavando carros, entre otros oficios. Sin embargo, su pasión por la música seguía viva. A los 12 años, visitó las instalaciones de la XEW, donde buscó a su ídolo Pedro Infante. El cantante, al verlo, le tomó simpatía y le permitió ingresar a los estudios para presenciar sus actuaciones.
Federico también fue frecuente visitante de la Plaza Garibaldi, donde su hermano José lo alentaba a seguir su carrera musical, convencido de su talento. Fue en este lugar, conocido como un punto neurálgico de la música mexicana, donde Federico tuvo la oportunidad de cantar en uno de los programas de radio que transmitía en vivo la XEW. Aquí también fue donde conoció a figuras como Javier Solís y José Alfredo Jiménez, quienes desempeñarían un papel importante en su desarrollo profesional. Además, fue en esta etapa cuando comenzó a relacionarse con Álvaro Carrillo, quien lo motivó a formar el Trío Universitario.
En sus primeros años como compositor, Federico Méndez estudió en la Facultad de Química de la UNAM, donde también dejó una huella al fundar la primera estudiantina en el Distrito Federal. Su primera canción, A punto de gritar, fue grabada por Heriberto Molina, violinista del Mariachi de Silvestre Vargas, marcando el inicio de su carrera como compositor.

## Arte

### Estilo musical
El estilo de Federico Méndez Tejeda se caracteriza por una mezcla de música ranchera y bolero, con elementos tradicionales mexicanos fusionados con influencias contemporáneas. Sus composiciones son reconocidas por su profunda carga emocional y, a menudo, abordan temas universales como el amor, el desamor, la desilusión y las experiencias cotidianas. Entre sus canciones más icónicas se encuentran temas que han sido interpretados por figuras destacadas de la música mexicana, como Vicente Fernández, La Sonora Santanera, Los Panchos, entre otros.
El mariachi y la ranchera fueron los géneros predominantes en su obra, a través de los cuales Méndez Tejeda expresó sus sentimientos y sus raíces culturales. Sin embargo, su versatilidad también lo llevó a experimentar con otros géneros musicales, adaptando su estilo a las demandas y gustos de cada época.

### Influencias
Federico Méndez Tejeda estuvo profundamente influenciado por la tradición musical de Aguascalientes y por la música popular mexicana que escuchaba en su juventud. Entre los compositores que marcaron su carrera se encuentran grandes figuras como Agustín Lara, José Alfredo Jiménez y Manuel Lozano, cuyas melodías y letras evocaban los sentimientos y las tradiciones del México rural. Estos artistas influyeron en su manera de componer, especialmente en la creación de canciones que capturaban la esencia de las historias y vivencias del campo mexicano.

## Discografía
- Por tu maldito amor
- De qué manera te olvido
- Va llorando soledad
- A punto de gritar
- De parte de quién
- Y tú me vas a recordar
- Ese señor de las canas
- Pero sin querer
- Aprendiste a volar
- Marioneta
- Si quisieras
- María María
- Dolores
- Morena
- Agenda
- Las ausencias
- Derrotado corazón
- Corazón de mentiras
- A fuego lento
- El ranchero
- Me está faltando tu amor
- Mi bolero más triste
- Ojos de almendra
- Borracho sin cantina
- No te me borras
- Pero traiciones no
- Hoy platiqué con mi gallo[11][2]

## Premios y reconocimientos
Aunque la carrera de Federico Méndez fue relativamente breve, su trabajo fue ampliamente reconocido tanto en su época como en el presente. A lo largo de su vida, recibió diversos homenajes en reconocimiento a su contribución a la música mexicana. 
- Homenaje en el programa México Magia.
- Homenaje en el programa Encuentro con Raúl Velasco.
- Homenaje en Buenos días con Luis Carbajo.
- Programa especial de Imevisión a control remoto, organizado por el Gobierno de Guanajuato.
- Homenaje en Parras, Coahuila.
- Homenaje por sus 25 años de carrera como autor en 1983.
- Reconocimiento en el estudio de Lola Beltrán.
- 42 programas de radio a través de la Organización Radiocentro, bajo el título Su vida y su música.
- Homenaje en el programa En vivo por sus 27 años de autor en 1986 con Ricardo Rocha.
- A su honor se nombra el Palenque de la Feria Nacional de San Marcos de Aguascalientes  como Palenque Federico Méndez Tejada.[4]

### Medallas
- La Medalla Agustín Lara, otorgada por la Sociedad de Autores y Compositores de México (SACM) en 1983.[12]

### Diplomas
- El Diploma como Ciudadano Distinguido de la Ciudad de Aguascalientes en 1980.[1]